# Comuna Poiana Sibiului, Sibiu
Poiana Sibiului (în germană Pojana, Pojan, Flußau, Flussau, în maghiară Polyán, Pojána) este o comună în județul Sibiu, Transilvania, România, formată numai din satul de reședință cu același nume. Se află în regiunea Mărginimea Sibiului, în Munții Cindrel, la 50 km spre vest față de municipiul Sibiu.

## Demografie
Componența etnică a comunei Poiana Sibiului
     Români (91,82%)
     Romi (3,15%)
     Alte etnii (0,09%)
     Necunoscută (4,94%)
Componența confesională a comunei Poiana Sibiului
     Ortodocși (89,77%)
     Baptiști (4,94%)
     Alte religii (0,04%)
     Necunoscută (5,24%)
Conform recensământului efectuat în 2021, populația comunei Poiana Sibiului se ridică la 2.346 de locuitori, în scădere față de recensământul anterior din 2011, când fuseseră înregistrați 2.548 de locuitori. Majoritatea locuitorilor sunt români (91,82%), cu o minoritate de romi (3,15%), iar pentru 4,94% nu se cunoaște apartenența etnică. Din punct de vedere confesional, majoritatea locuitorilor sunt ortodocși (89,77%), cu o minoritate de baptiști (4,94%), iar pentru 5,24% nu se cunoaște apartenența confesională.

## Politică și administrație
Comuna Poiana Sibiului este administrată de un primar și un consiliu local compus din 11 consilieri. Primarul, Adrian-Pavel Iovi[*], de la Partidul Social Democrat, este în funcție din octombrie 2020. Începând cu alegerile locale din 2024, consiliul local are următoarea componență pe partide politice:
|  | Partid                       | Consilieri | Componența Consiliului | Componența Consiliului | Componența Consiliului | Componența Consiliului | Componența Consiliului | Componența Consiliului | Componența Consiliului |
|  | ---------------------------- | ---------- | ---------------------- | ---------------------- | ---------------------- | ---------------------- | ---------------------- | ---------------------- | ---------------------- |
|  | Partidul Social Democrat     | 7          |                        |                        |                        |                        |                        |                        |                        |
|  | Partidul Național Liberal    | 3          |                        |                        |                        |                        |                        |                        |                        |
|  | Partida Romilor „Pro Europa” | 1          |                        |                        |                        |                        |                        |                        |                        |

## Monumente istorice

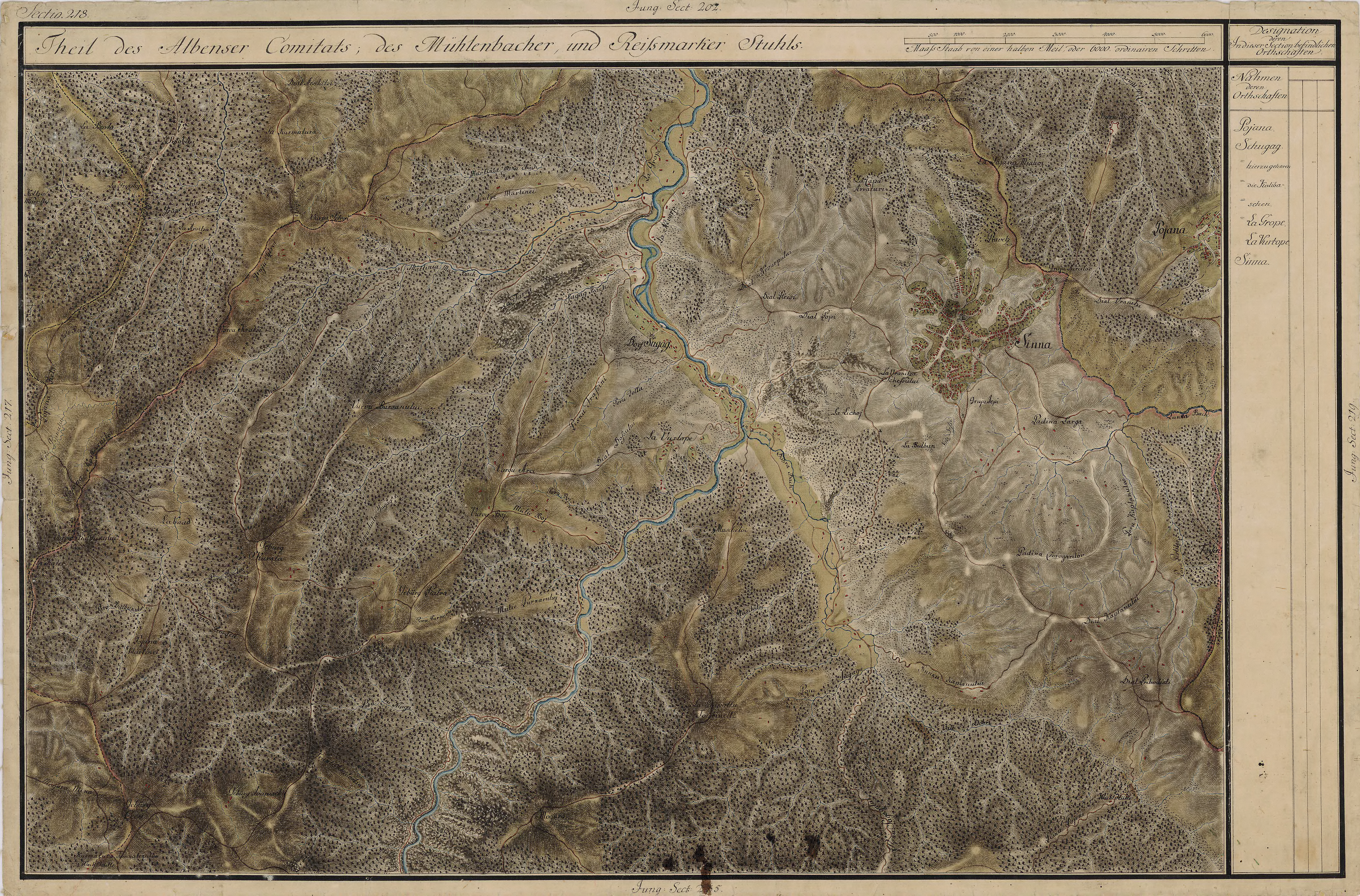
Poiana Sibiului în Harta Iosefină a Transilvaniei, 1769-1773

- Biserica de lemn (Biserica din Deal).
- Monumentul Eroilor Români din Primul Război Mondial. Obeliscul se află amplasat în fața Școlii Generale. Acesta a fost dezvelit în anul 1923, pentru cinstirea eroilor români căzuți în Primul Război Mondial. Monumentul are o înălțime de 5 m și este realizat din beton, marmură și bronz, fiind împrejmuit cu un zid din beton. Pe fațada Monumentului se află un înscris comemorativ: „Nu plângeți eroii/ ci slăviți-i“. Pe spatele obeliscului sunt înscrise numele a 26 eroi, iar pe fiecare dintre cele două laterale sunt înscrise numele a câte 28 eroi, care au luptat pentru dezrobirea neamului.

## Primarii comunei
- 1996[8] - 2000 - N/A, de la N/A
- 2000[9] - 2004 - Lazăr Constantin, de la APR
- 2004[10] - 2008 - Lazăr Constantin, de la PUR
- 2008[11] - 2012 - Lazăr Constantin, de la PDL
- 2012[12] - 2016 - Ilie Dăncilă, de la USL
- 2016[13] - 2020 - Ilie Dăncilă, de la PNL

## Personalități născute aici
- Eugen Tănase (1914 - 2006), poet, prozator, traducător, dramaturg, lingvist și profesor universitar.
- Ioana Postelnicu (nume la naștere Eugenia Banu, 1910 - 2004) romancieră.

## Imagini

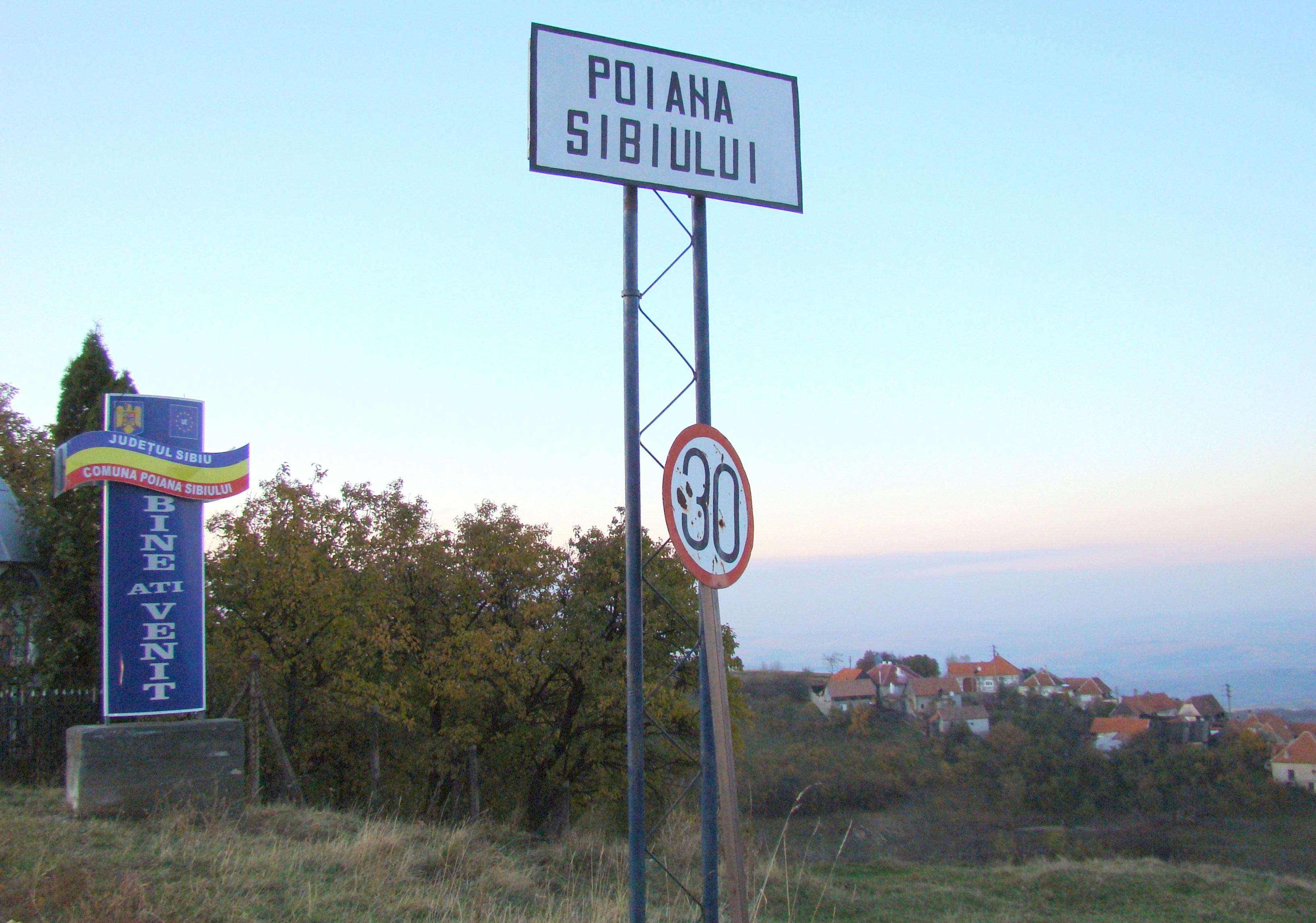
Intrarea în comună
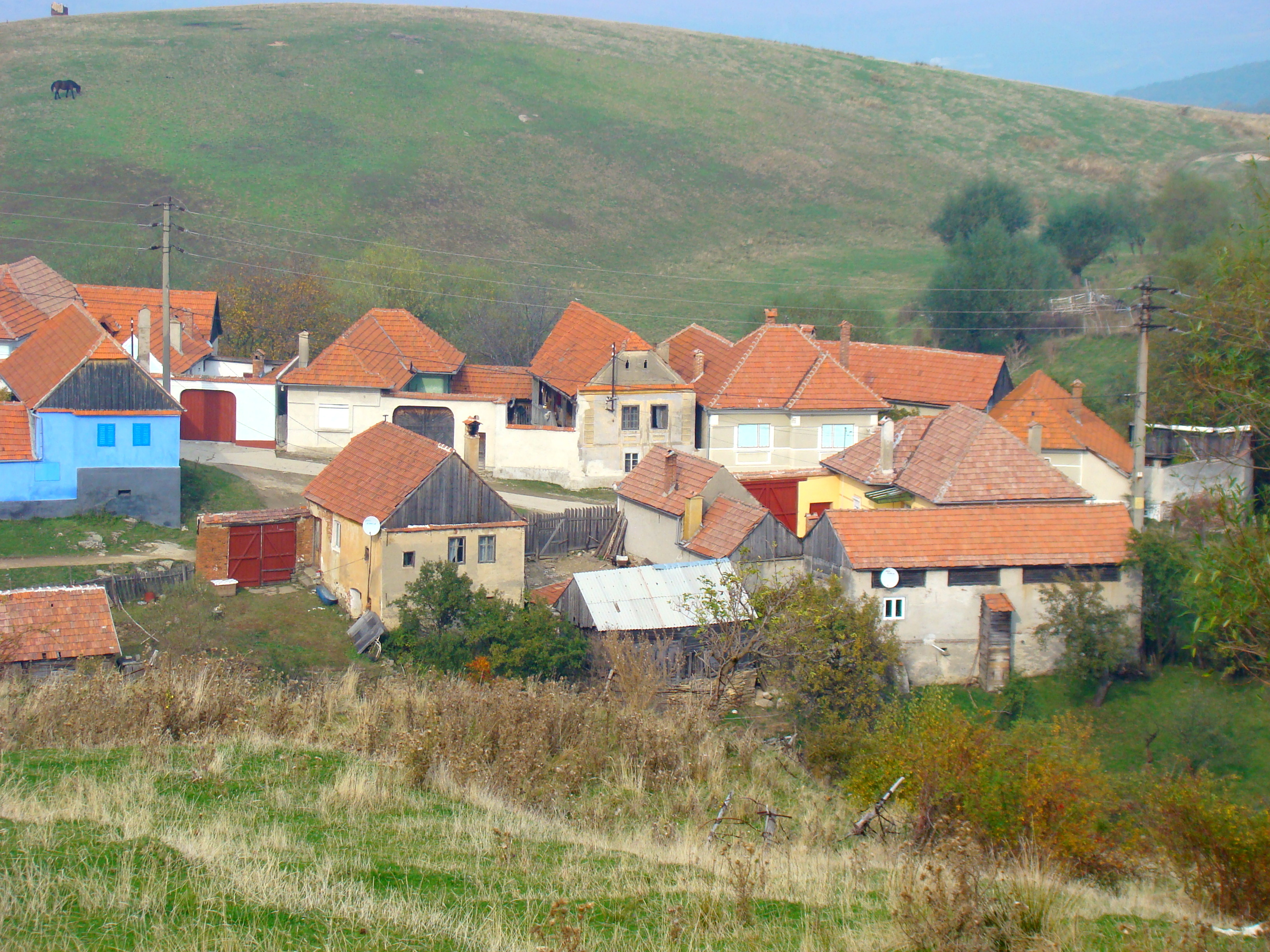
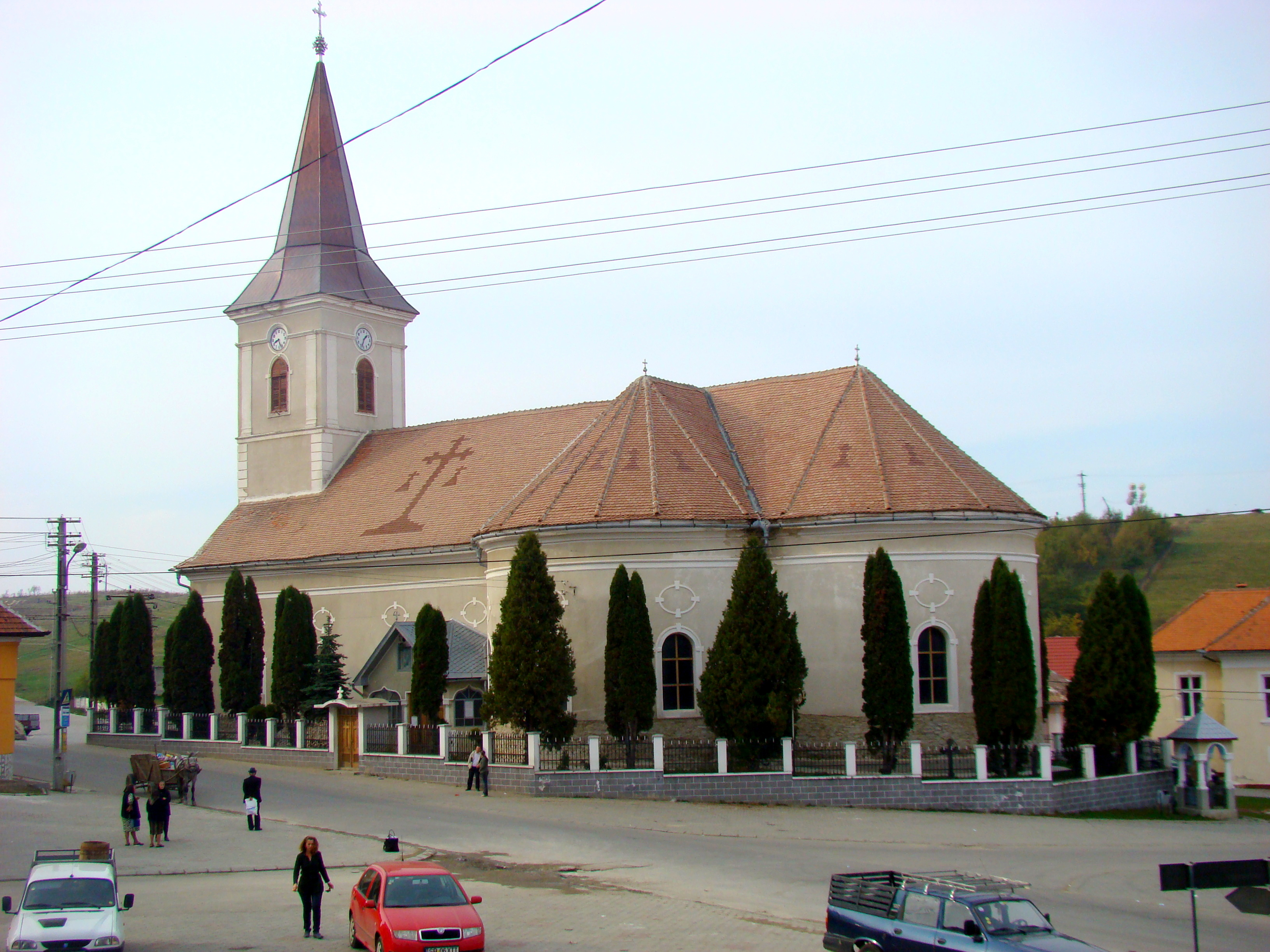
Biserica „Adormirea Maicii Domnului”
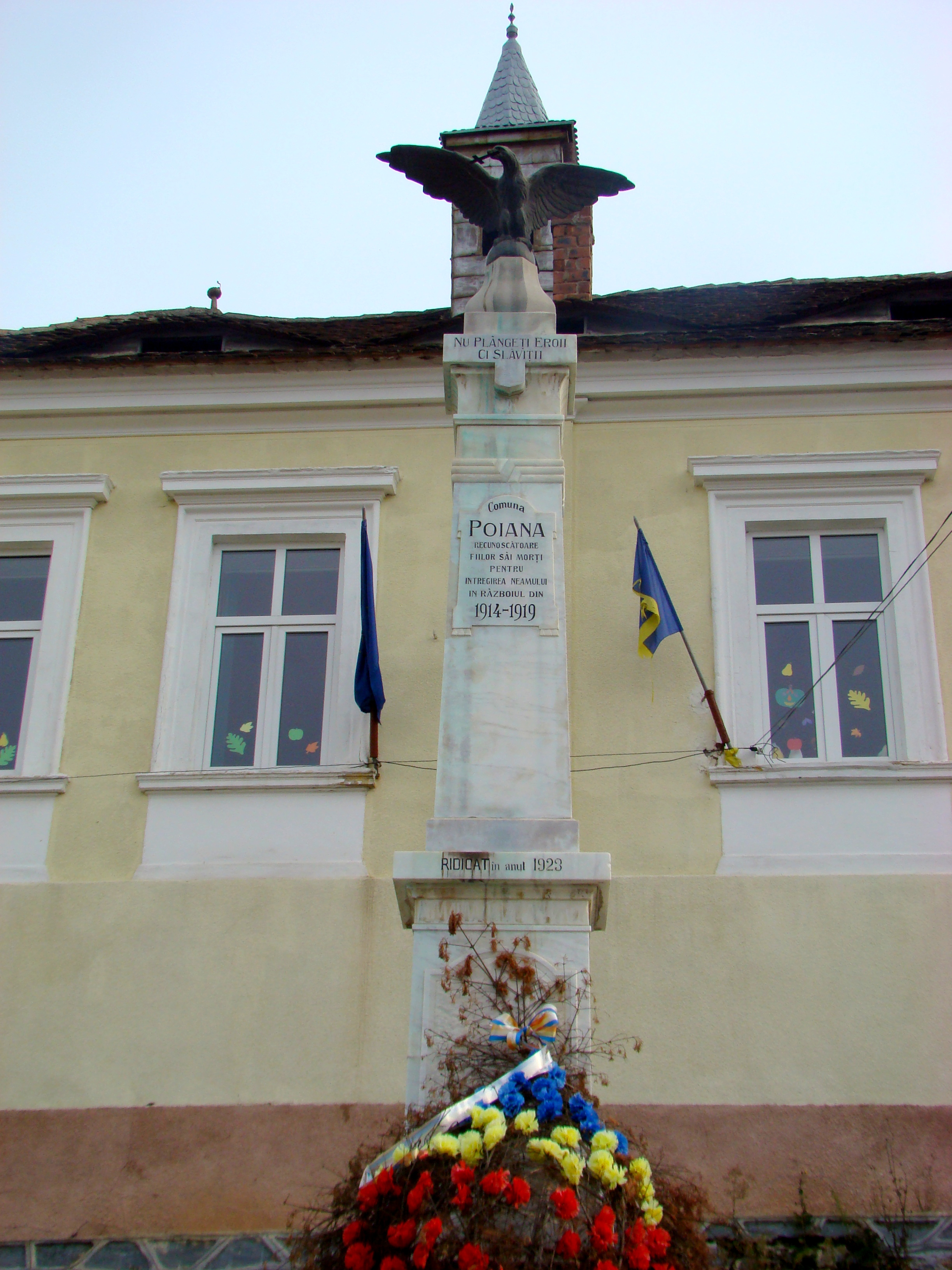
Monumentul eroilor
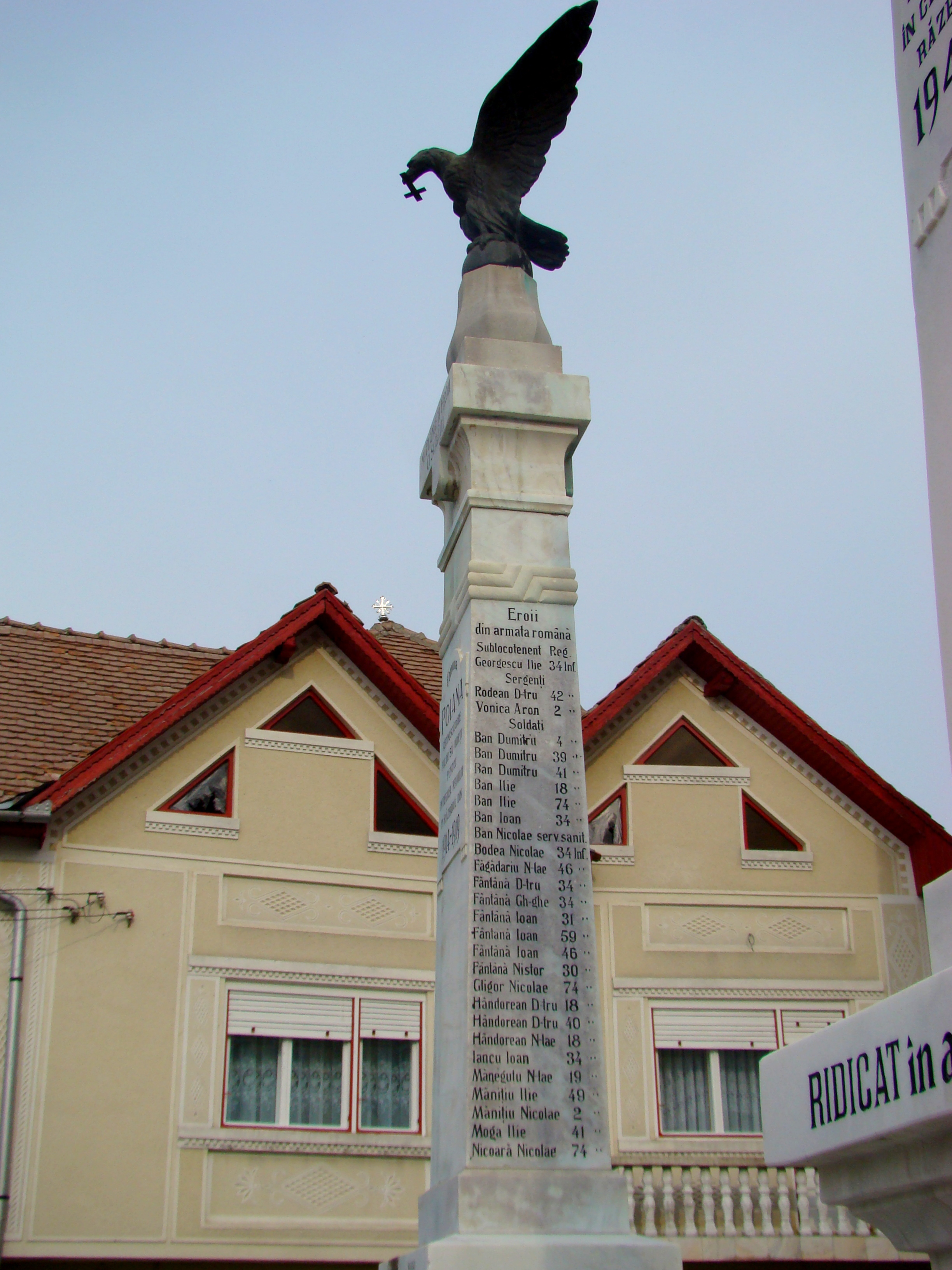
Monumentul eroilor
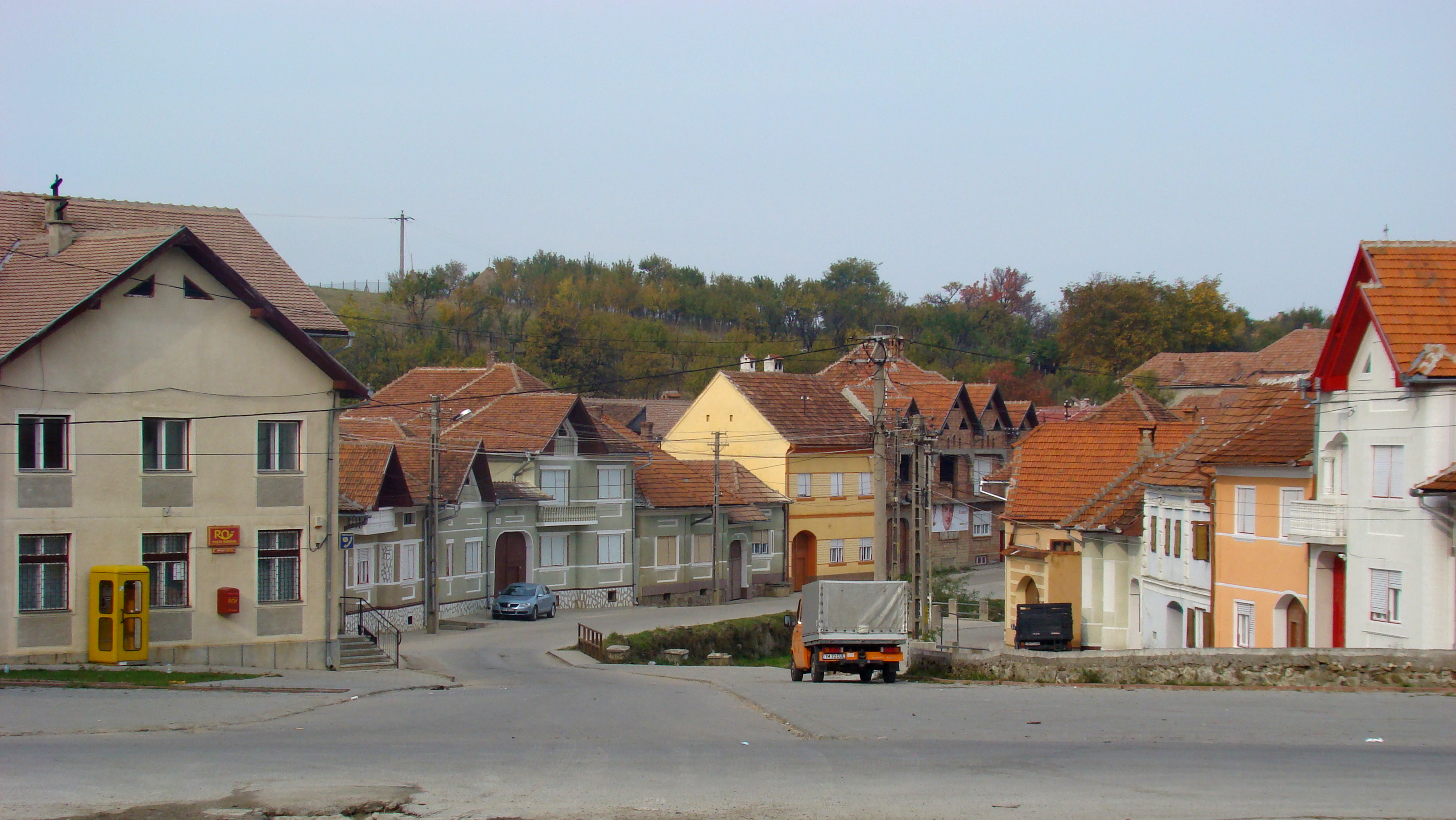
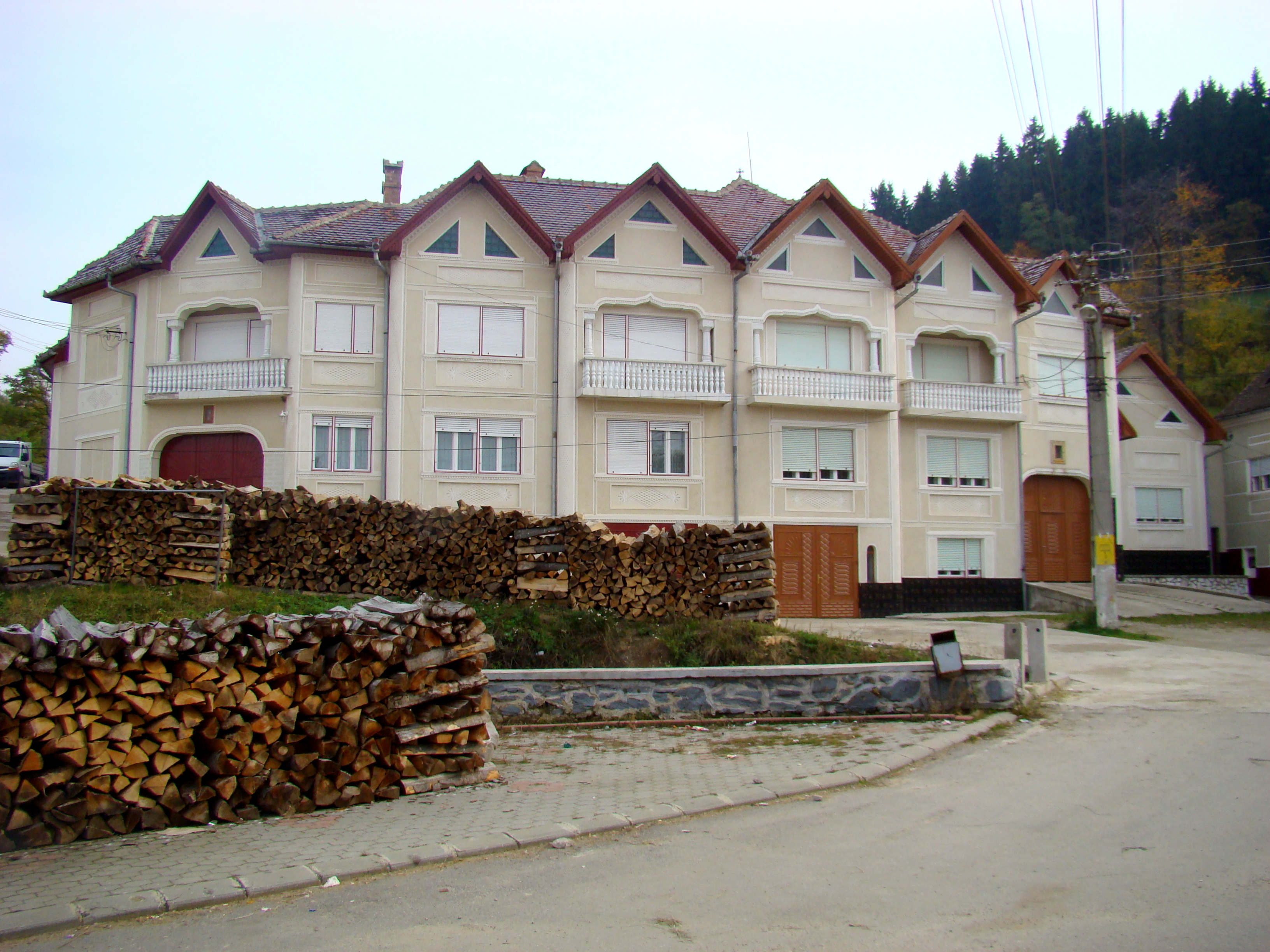
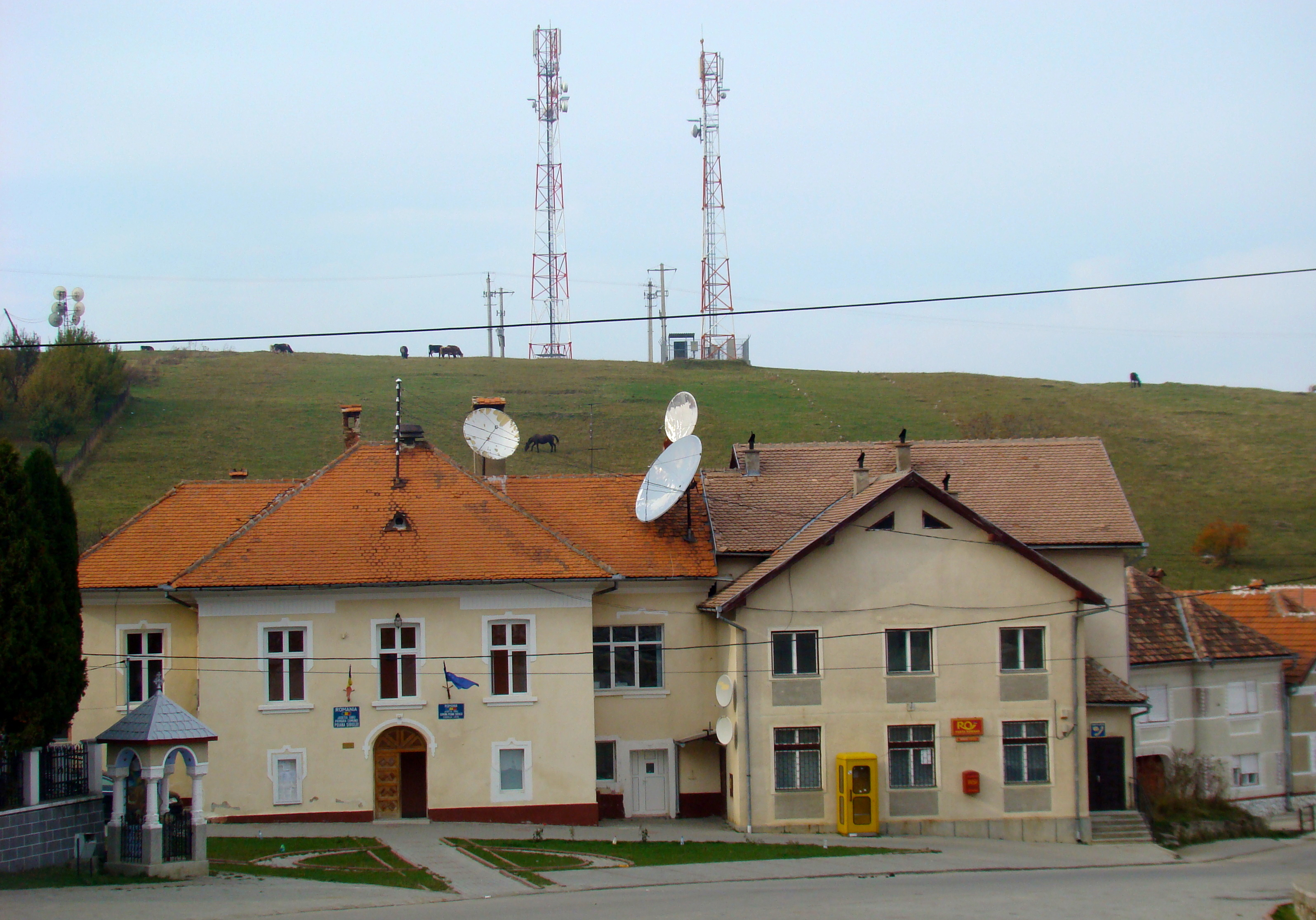
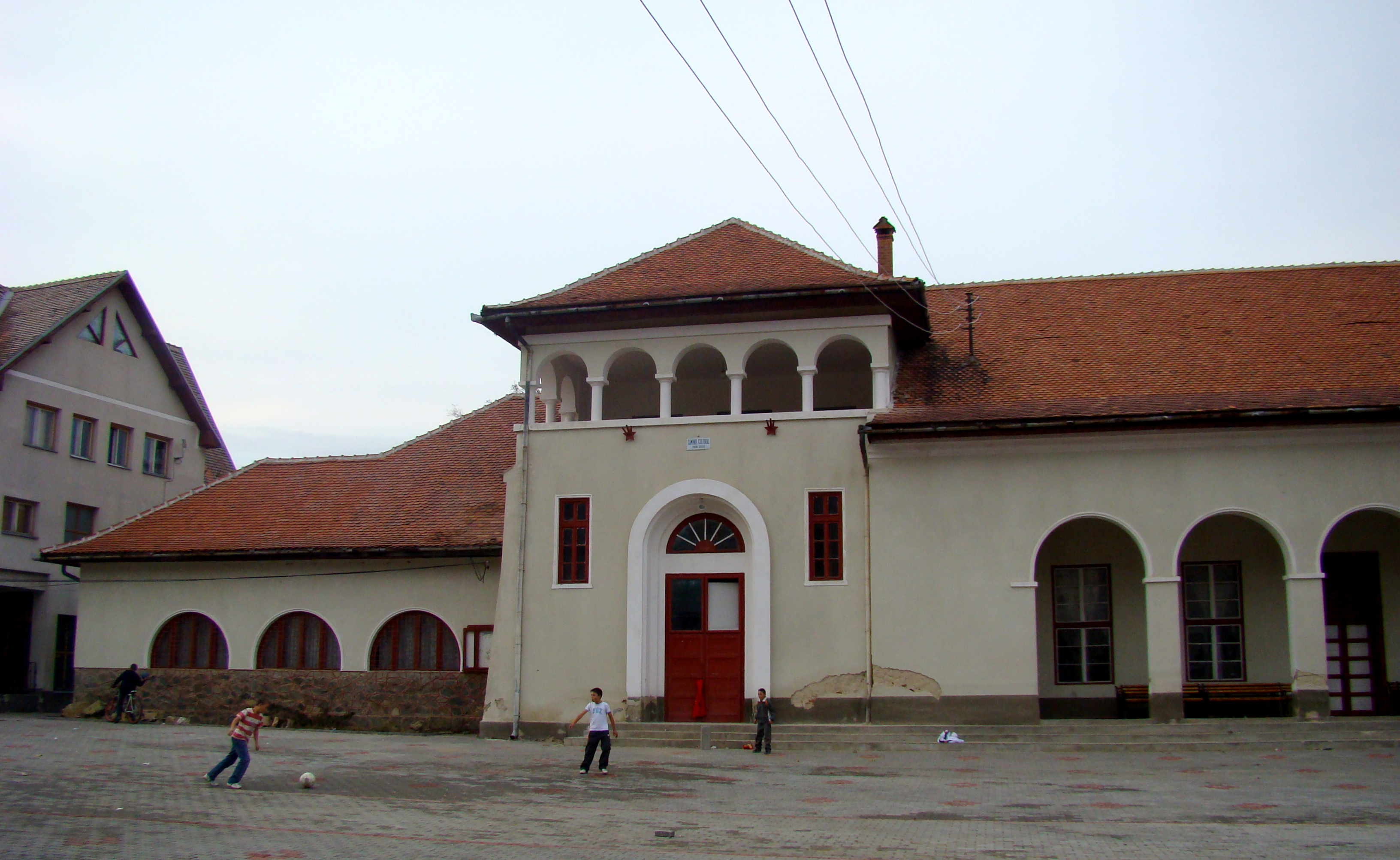
Căminul cultural
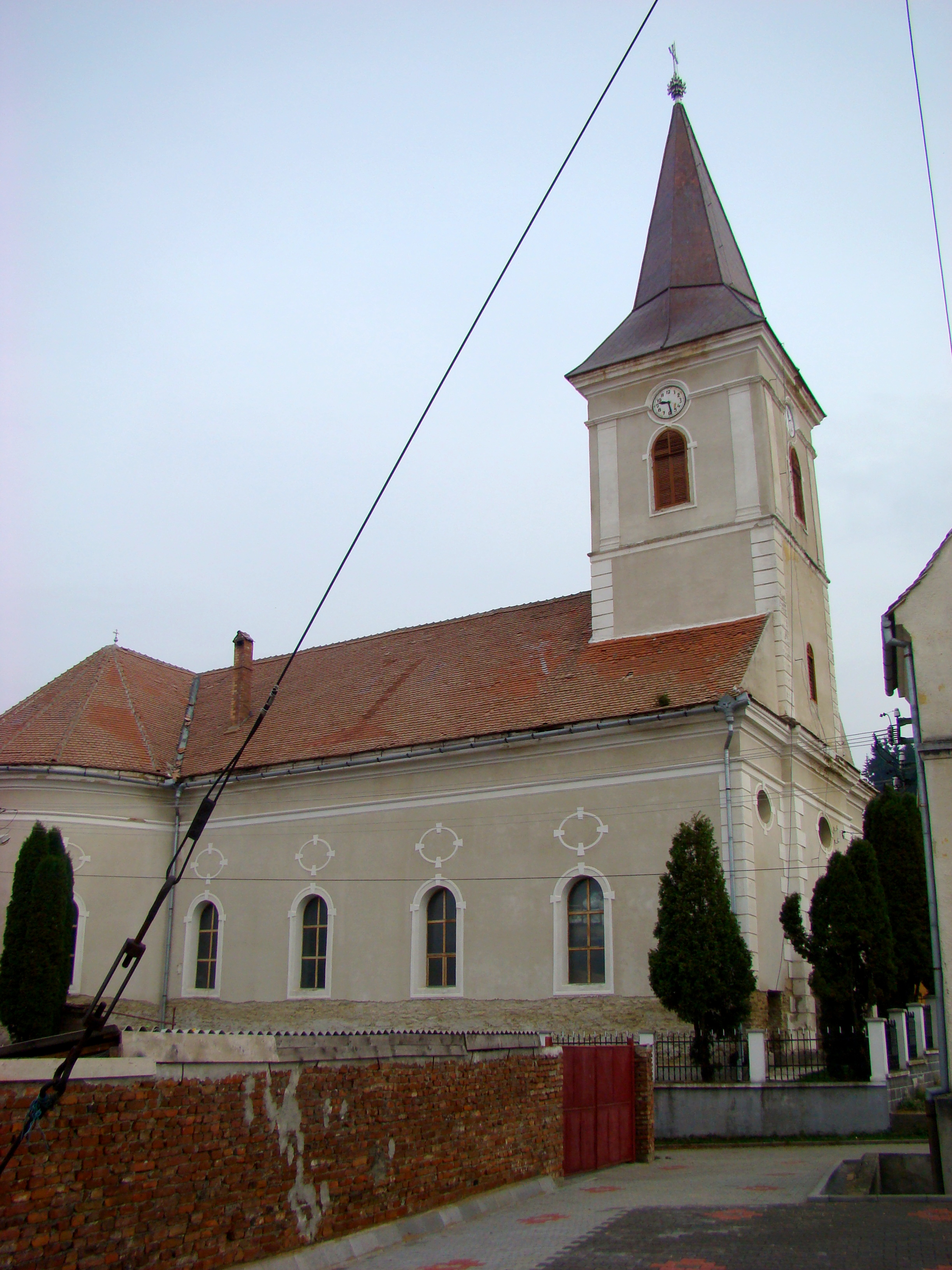
Biserica „Adormirea Maicii Domnului”
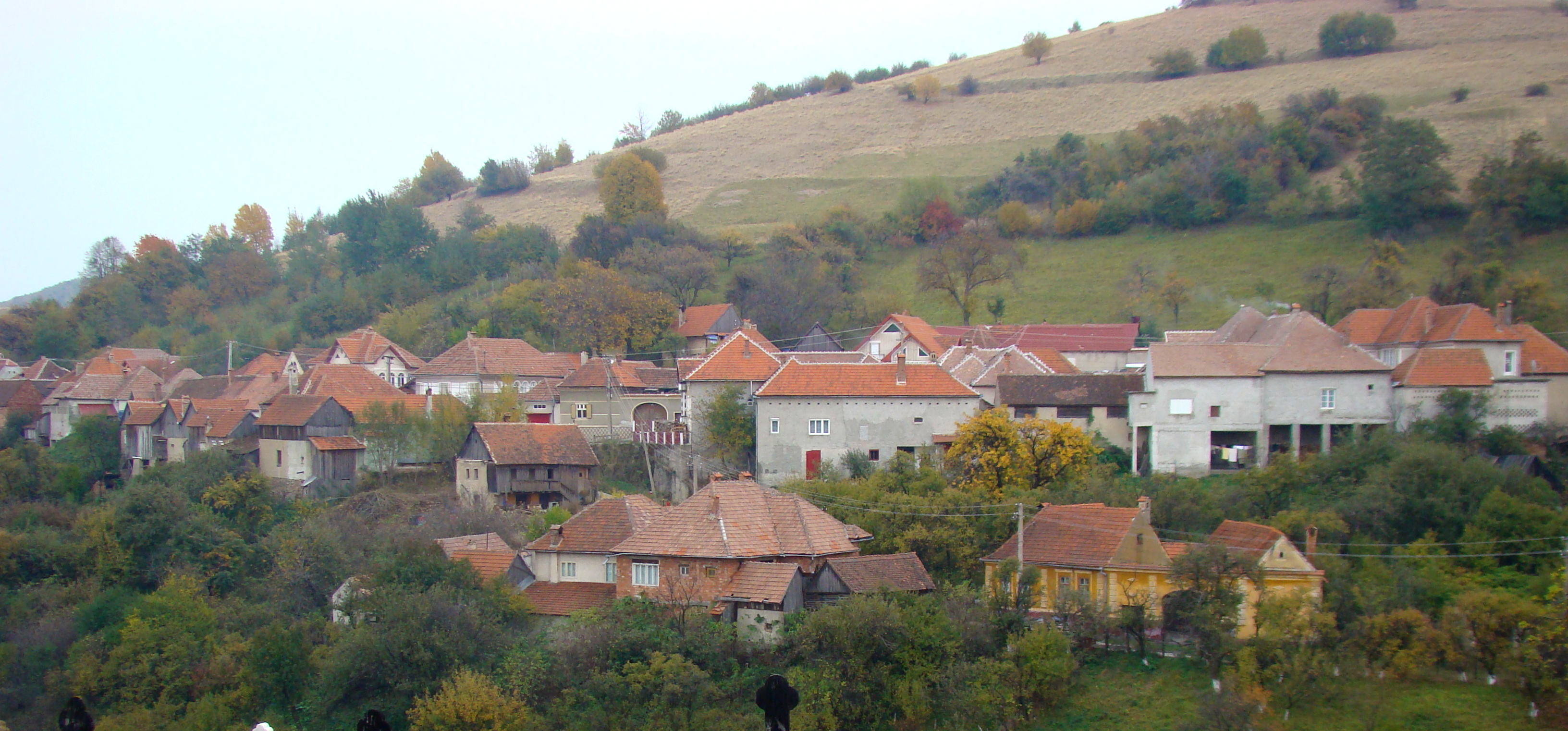
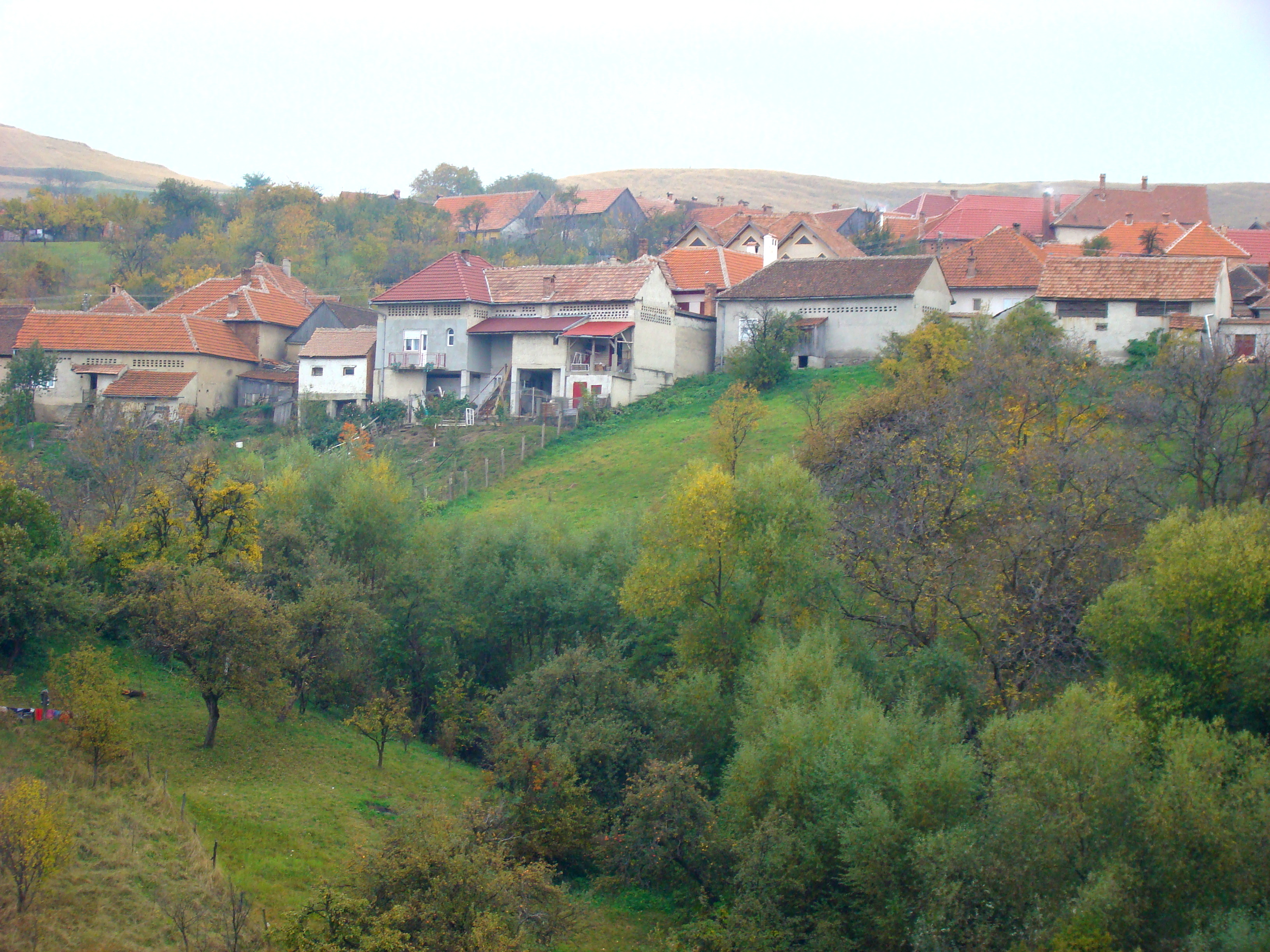
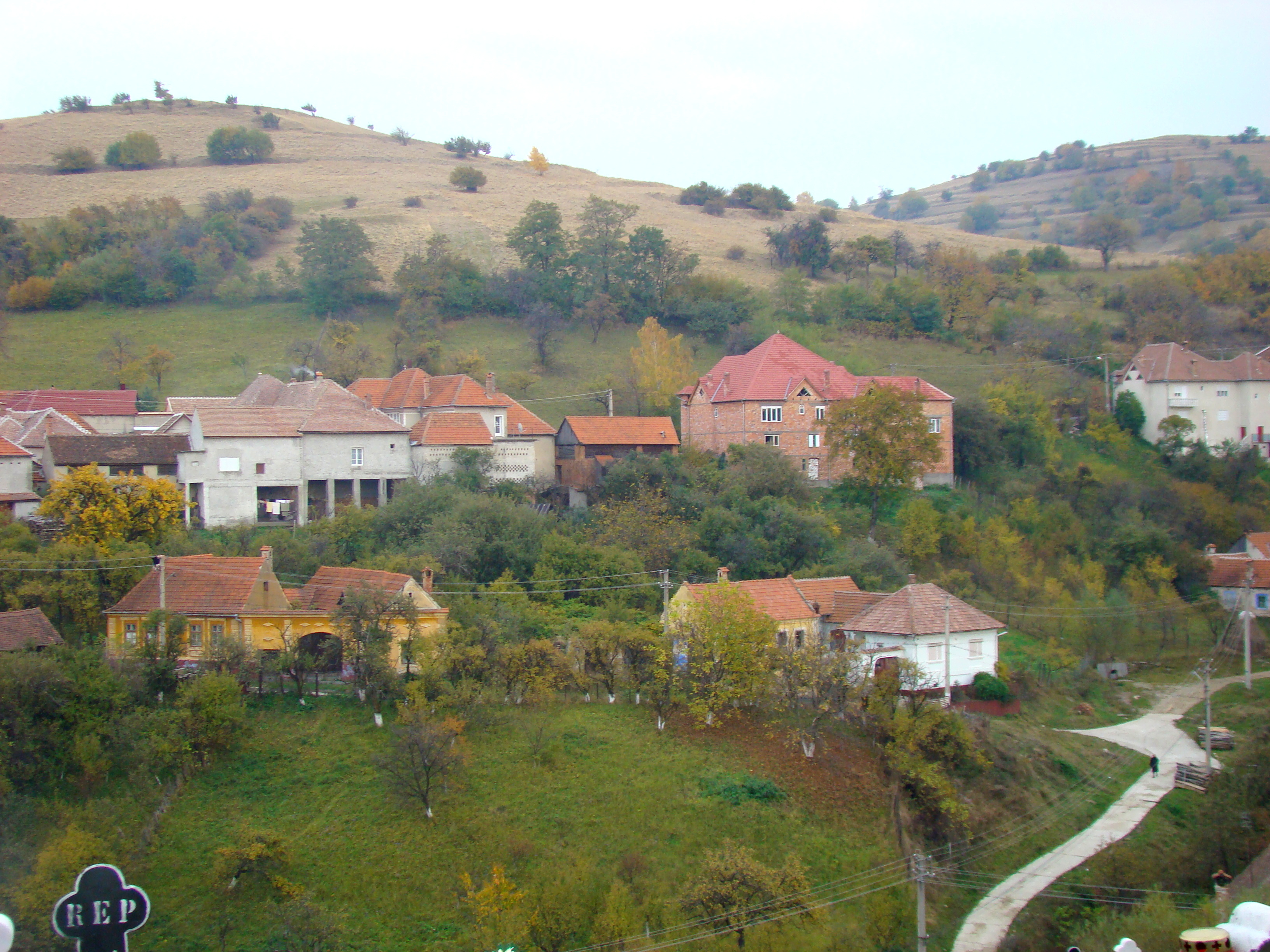
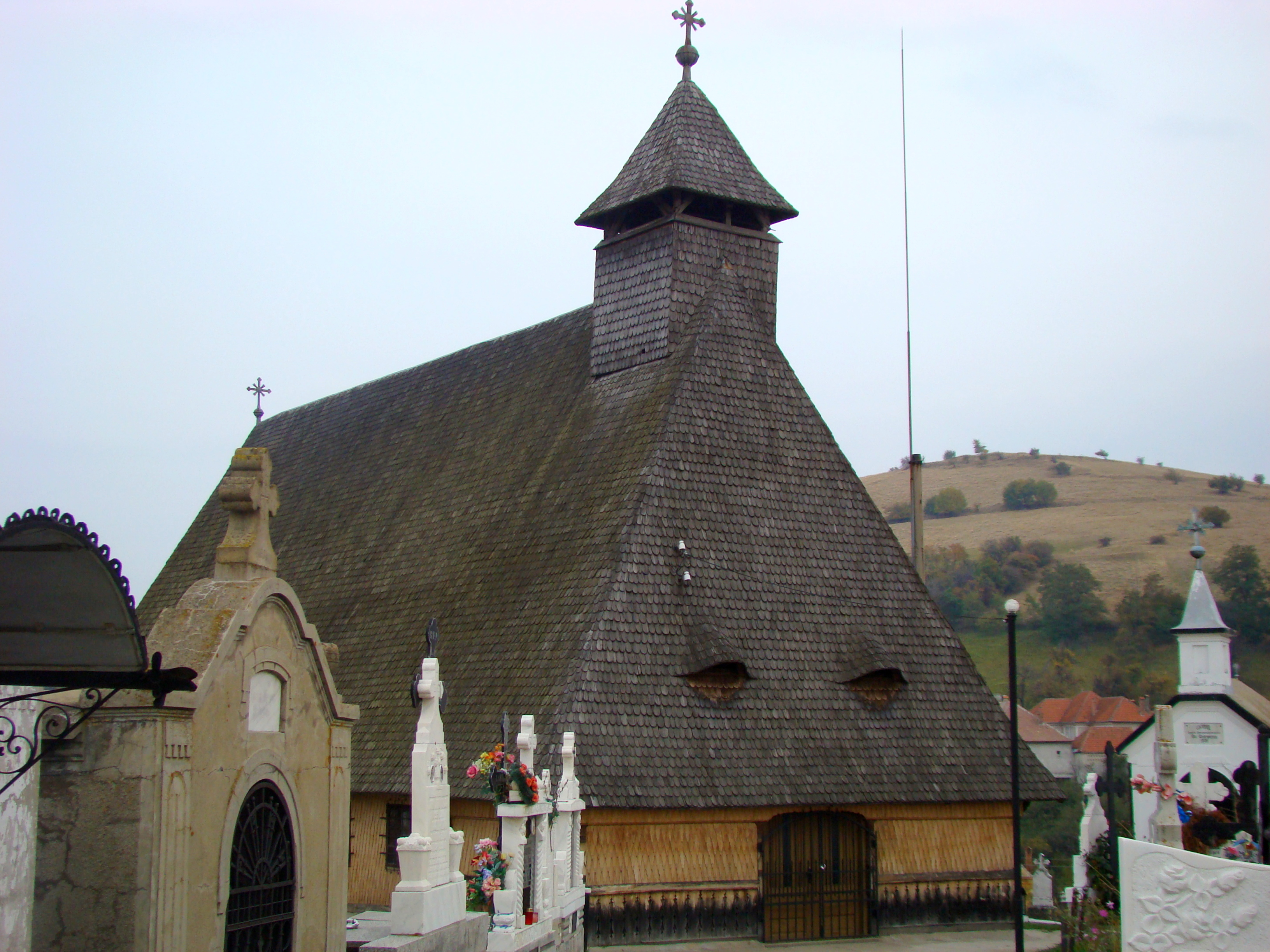
Biserica de lemn (monument istoric)
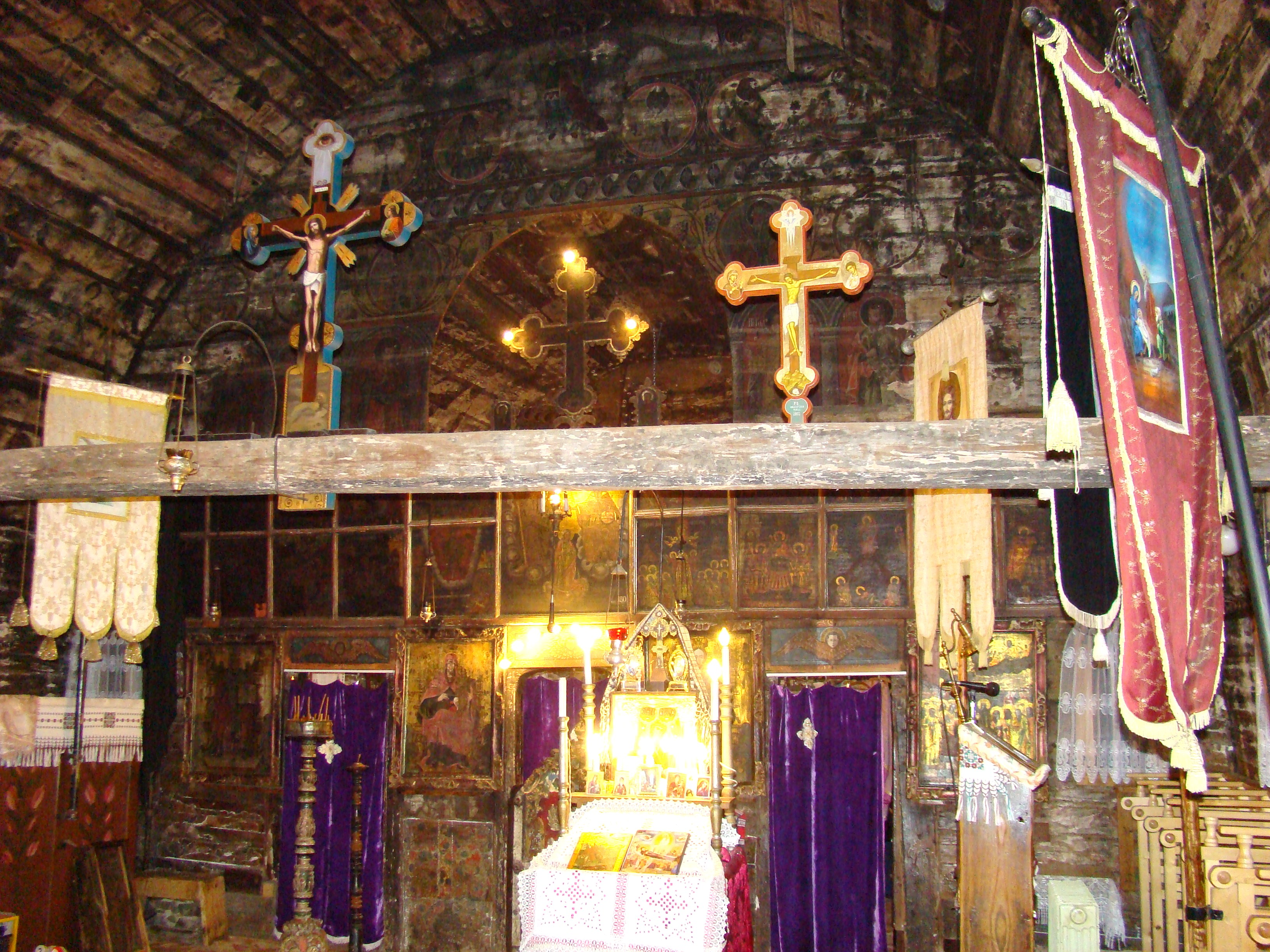
Biserica de lemn (monument istoric)
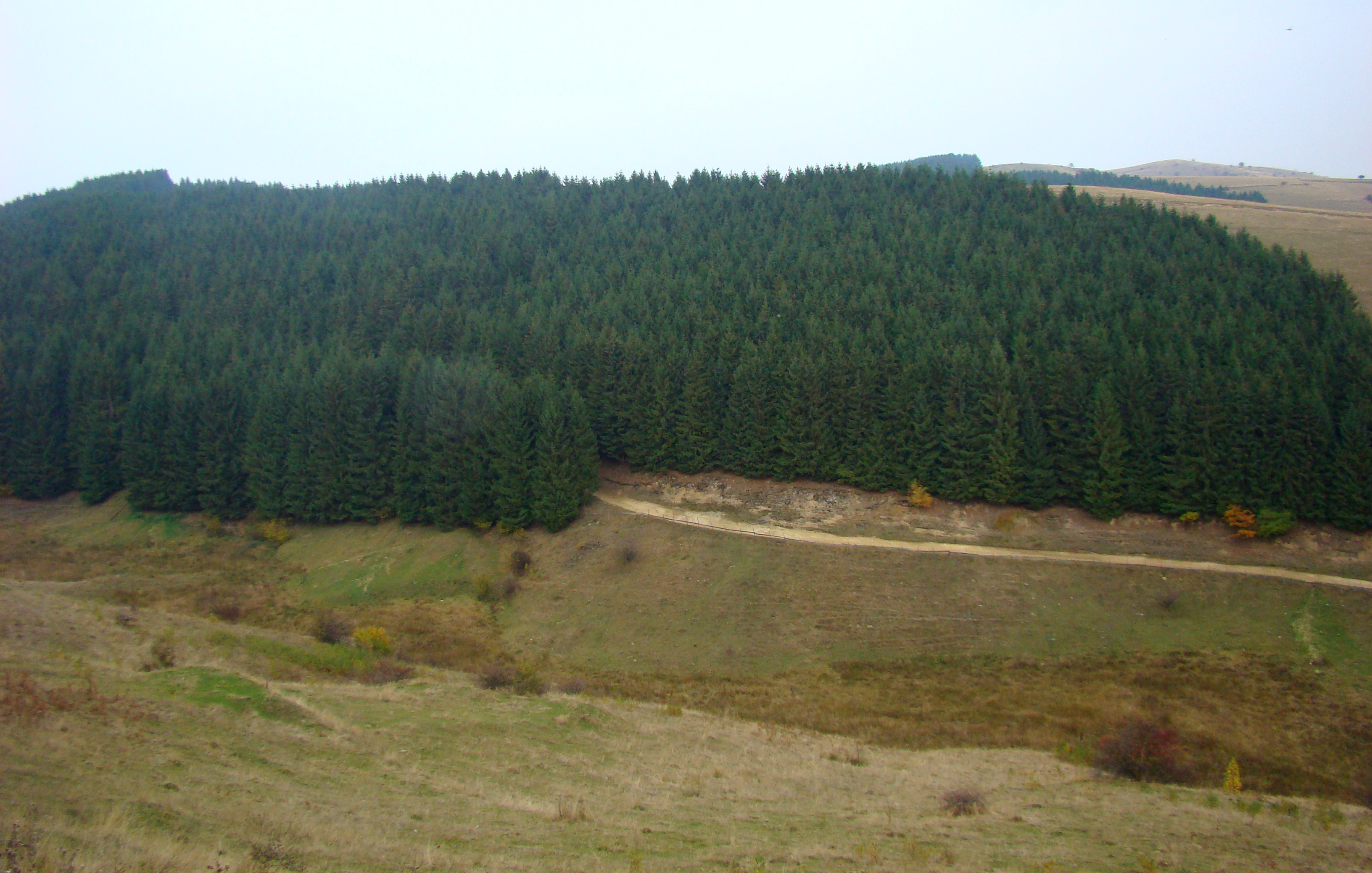
Zona Poiana Sibiului-Jina
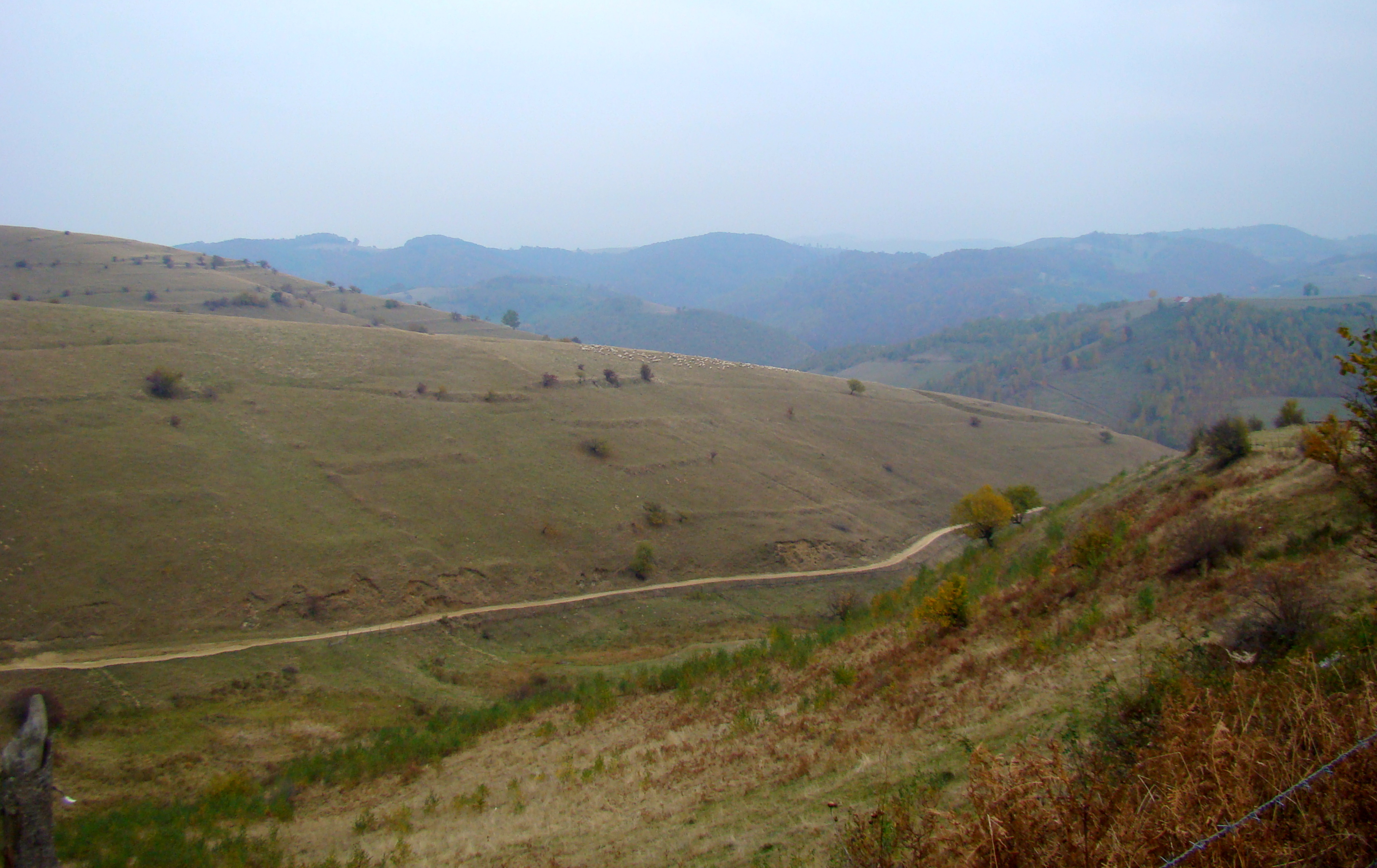
Zona Poiana Sibiului-Jina
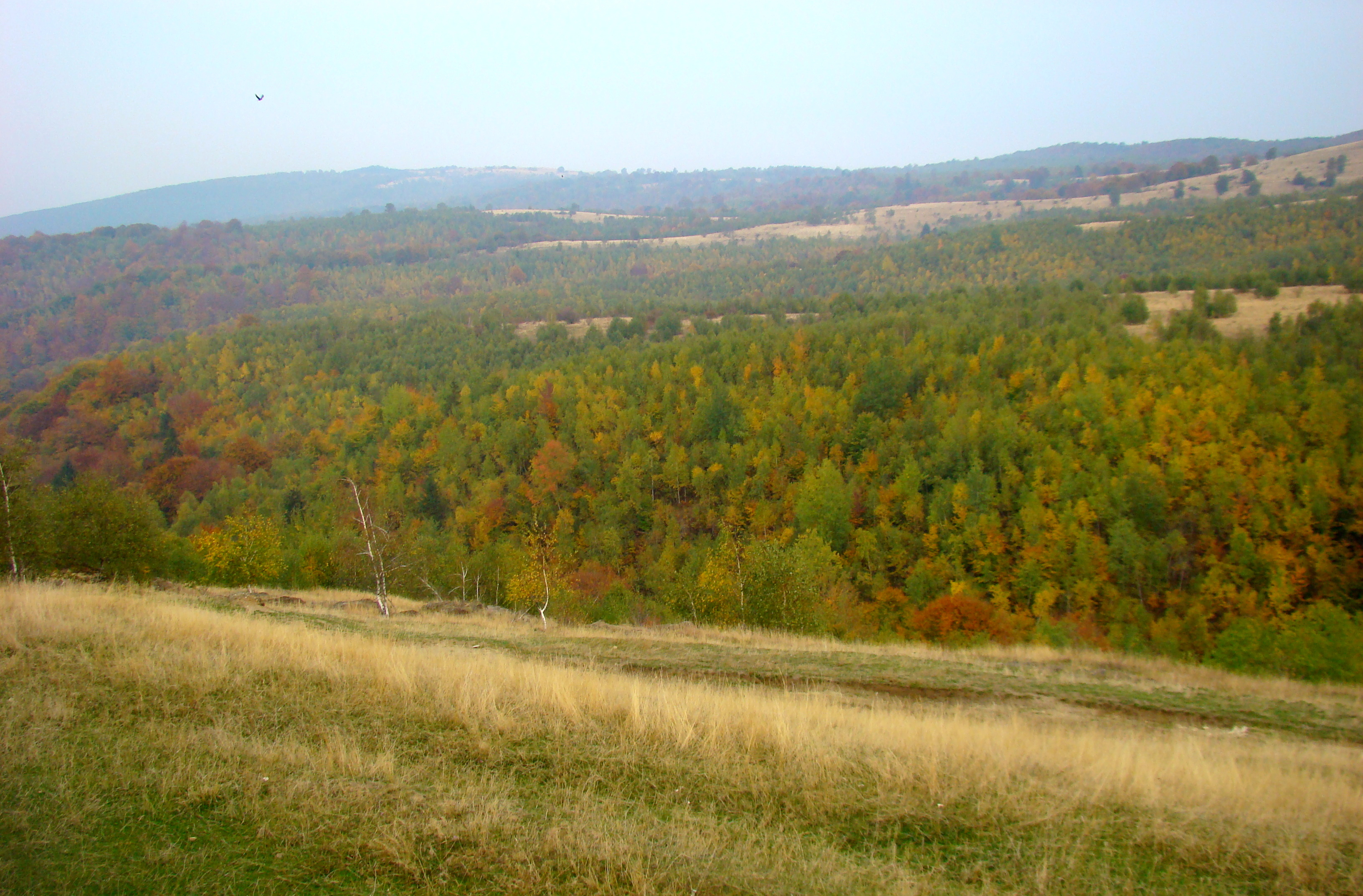
Zona Poiana Sibiului-Dobârca
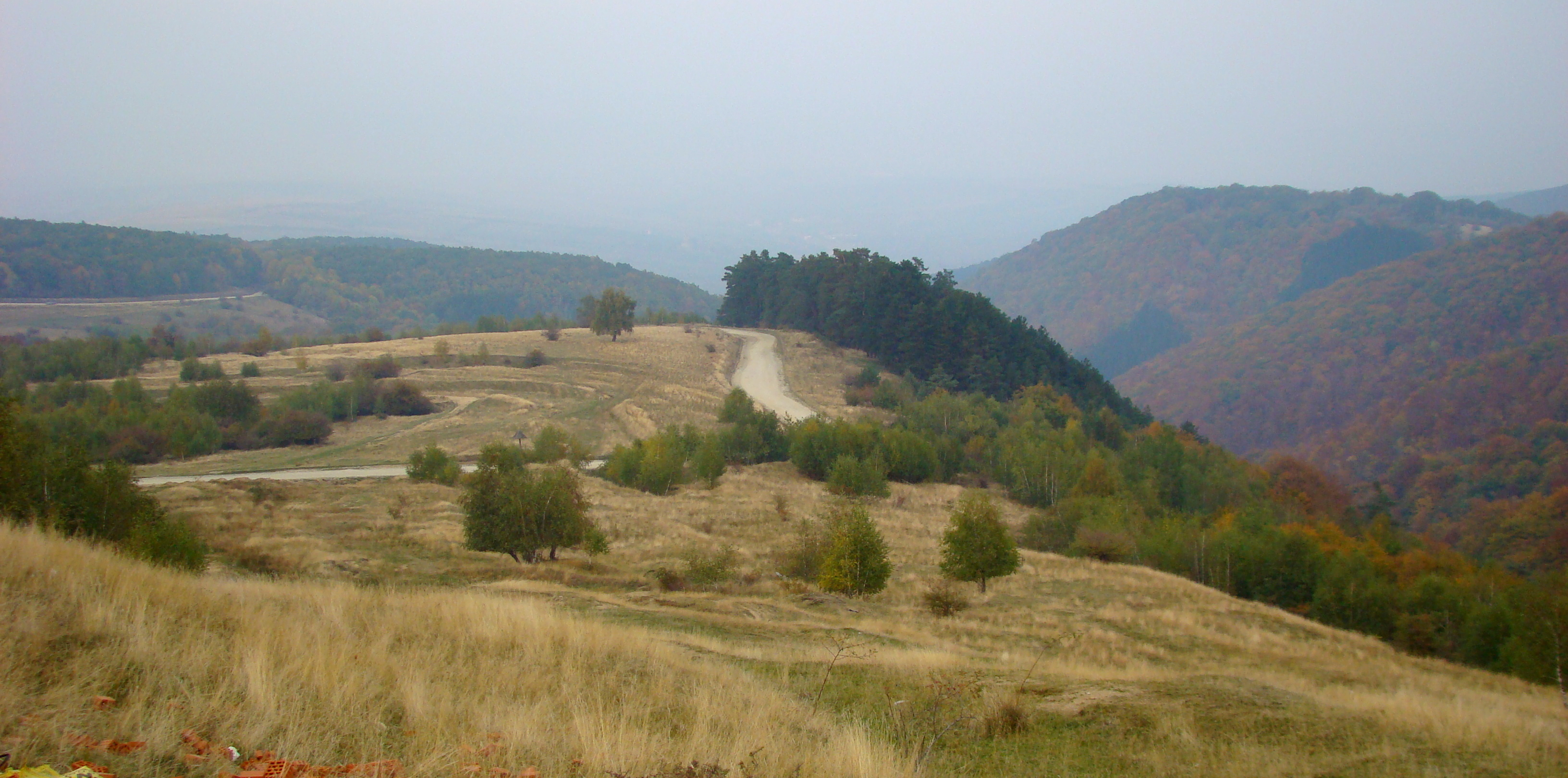
Zona Poiana Sibiului-Dobârca
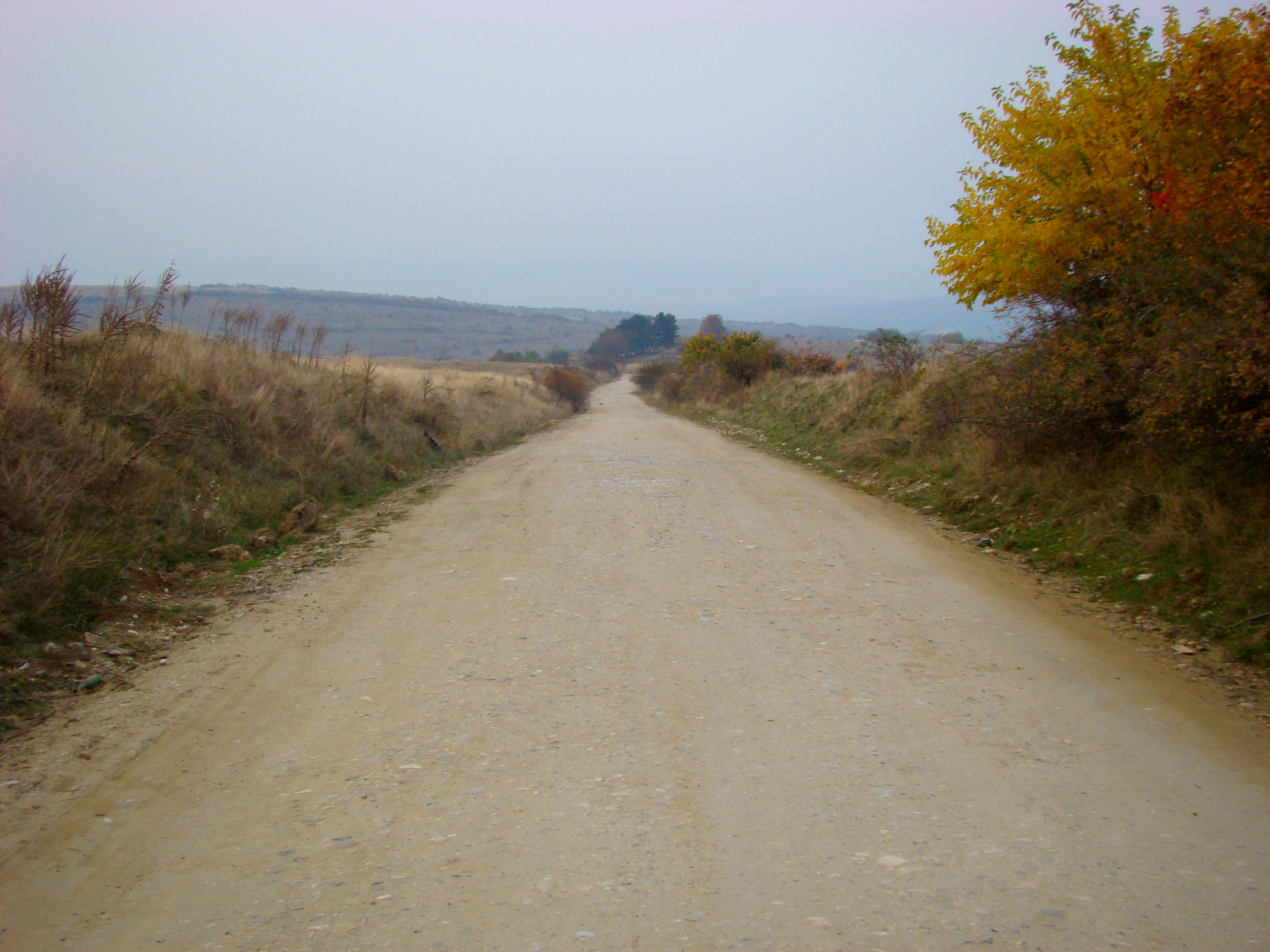
Drumul spre satul Dobârca